# Raymond Little
Raymond D. Little, né le 5 janvier 1880, à New York et mort le 29 juillet 1932, est un joueur de tennis américain du début du XXe siècle.
Il faisait partie de l'équipe américaine vainqueure de la Coupe Davis en 1913 bien qu'il n'ait pas joué.Il a remporté le tournoi intercollegial de l'Université de Princeton en 1900.
Au tournoi de Cincinnati, le plus vieux tournoi des États-Unis, Little a atteint douze finales en huit participations entre 1900 et 1907 : 4 finales en simples, six en double et deux en mixte. Il n'en a perdu qu'une seule en 1903 contre Kreigh Collins.
Il a remporté le simple messieurs en 1900, 1901 et 1902, le double messieurs en 1900, 1901, 1904, 1905, 1906 et 1907, et le mixte en 1901 (avec Marion Jones) et 1905 (avec May Sutton). Il a également remporté le double messieurs des Internationaux des États-Unis en 1911 et atteint la finale en 1900, 1904, 1908 et 1912.

## Palmarès (partiel)

### Titres en simple
|   | Date | Nom et lieu du tournoi            | Cat. | ($) | Surf.      | Finaliste      | Score                   |
| - | ---- | --------------------------------- | ---- | --- | ---------- | -------------- | ----------------------- |
| 1 | 1900 | Cincinnati tournament, Cincinnati |      |     | Dur (ext.) | Nat Emerson    | 6-2 6-4 6-2             |
| 2 | 1901 | Cincinnati tournament, Cincinnati |      |     | Dur (ext.) | Kreigh Collins | 2-6, 8-6, 6-4, 7-5      |
| 3 | 1902 | Cincinnati tournament, Cincinnati |      |     | Dur (ext.) | Kreigh Collins | 3-6, 6-8, 6-4, 6-1, 6-2 |

### Finales de simple perdues
|   | Date | Nom et lieu du tournoi            | Cat. | ($) | Surf.      | Vainqueur      | Score                    |
| 1 | 1903 | Cincinnati tournament, Cincinnati |      |     | Dur (ext.) | Kreigh Collins | 11-9, 4-6, 6-1, 3-6, 6-4 |

### Titres en double
|   | Date | Nom et lieu du tournoi            | Cat.      | ($) | Surf.        | Partenaire   | Finalistes                    | Score                |
| - | ---- | --------------------------------- | --------- | --- | ------------ | ------------ | ----------------------------- | -------------------- |
| 1 | 1900 | Cincinnati tournament, Cincinnati |           |     | Dur (ext.)   |              |                               |                      |
| 2 | 1901 | Cincinnati tournament, Cincinnati |           |     | Dur (ext.)   |              |                               |                      |
| 3 | 1904 | Cincinnati tournament, Cincinnati |           |     | Dur (ext.)   |              |                               |                      |
| 4 | 1905 | Cincinnati tournament, Cincinnati |           |     | Dur (ext.)   |              |                               |                      |
| 5 | 1906 | Cincinnati tournament, Cincinnati |           |     | Dur (ext.)   |              |                               |                      |
| 6 | 1907 | Cincinnati tournament, Cincinnati |           |     | Dur (ext.)   |              |                               |                      |
| 7 | 1911 | US Men's National Champ’s         | G. Chelem |     | Herbe (ext.) | Gus Touchard | Fred Alexander Harold Hackett | 7-5, 13-15, 6-2, 6-4 |

### Finale en double
|   | Date | Nom et lieu du tournoi    | Cat.      | ($) | Surf.        | Vainqueurs                   | Partenaire   | Score              |
| 1 | 1912 | US Men's National Champ’s | G. Chelem |     | Herbe (ext.) | Maurice McLoughlin Tom Bundy | Gus Touchard | 3-6, 6-2, 6-1, 7-5 |

US National Cham's : Finaliste en 1900, 1904, 1908, 1912

### Titres en double mixte
|   | Date | Nom et lieu du tournoi             | Cat.      | ($) | Surf.        | Partenaire   | Finalistes                   | Score         |
| - | ---- | ---------------------------------- | --------- | --- | ------------ | ------------ | ---------------------------- | ------------- |
| 1 | 1901 | Cincinnati tournament, Cincinnati  |           |     | Dur (ext.)   | Marion Jones |                              |               |
| 2 | 1901 | US Men's National Champ’s, Newport | G. Chelem |     | Herbe (ext.) | Marion Jones | Myrtle McAteer Clyde Stevens | 6-4, 6-4, 7-5 |
| 2 | 1905 | Cincinnati tournament, Cincinnati  |           |     | Dur (ext.)   | May Sutton   |                              |               |

### Finales en double mixte
|   | Date | Nom et lieu du tournoi             | Cat.      | ($) | Surf.        | Vainqueurs                         | Partenaire     | Score         |
| - | ---- | ---------------------------------- | --------- | --- | ------------ | ---------------------------------- | -------------- | ------------- |
| 1 | 1908 | US Men's National Champ’s, Newport | G. Chelem | 0   | Herbe (ext.) | Edith Rotch Nathaniel Niles        | Louise Hammond | 6-4, 4-6, 6-4 |
| 2 | 1909 | US Men's National Champ’s, Newport | G. Chelem | 0   | Herbe (ext.) | Hazel Hotchkiss Wallace F. Johnson | Louise Hammond | 6-2, 6-0      |